# Condado de Sabine
O Condado de Sabine é um dos 254 condados do estado americano do Texas. A sede do condado é Hemphill, e sua maior cidade é Hemphill.
O condado possui uma área de 1 493 km² (dos quais 224 km² estão cobertos por água), uma população de 10 469 habitantes, e uma densidade populacional de 8 hab/km² (segundo o censo nacional de 2000).
O condado foi fundado em 1837.